# つるつるとザラザラの間
『つるつるとザラザラの間』（つるつるとザラザラのあいだ）は、日本の漫画家である月子による漫画作品。『good!アフタヌーン』（講談社）にて、2012年22号から2015年7号に連載された。
本作は、爬虫類が苦手な主人公が、爬虫類が大好きな美少女に爬虫類好きと勘違いされてデートを申し込まれてしまったことから始まるラブコメ漫画である。作者は本作について、自身のTwitterで「両生・爬虫類と純情ラブコメの融合」とコメントしている。

## あらすじ
男子中に通う白根環は平凡な中学2年生で、爬虫類が苦手だが家がペットショップのため、手伝いで嫌々店のペットたちの世話をしていた。ところが、そんな環を見ていた近くの女子中に通う虻川さやから、爬虫類が大好きだと勘違いされて学園祭でデートを申し込まれる。平凡過ぎて自分に自信が持てない環は、つい土日は店の手伝いがあるからと断ってしまうが、それなら放課後一緒に帰るだけならと頼まれて、毎日一緒に帰るようになる。そうして爬虫類好きと苦手の2人の付き合いが始まるが、さやの母親も姉と妹も皆爬虫類のペットを持つ爬虫類大好き一家だった。

## 主な登場人物
白根環（しらねたまき）
本作の主人公。男子校の盆之倉中学に通う平凡な中学2年生。家が爬虫類・両生類専門のペットショップのため、手伝いでペットたちの世話をしているが、本当は視界に入れるのもイヤなぐらい生理的に苦手。まじめだが自分に自信がなく消極的で、うじうじ思い悩む性格。虻川さやから爬虫類が大好きだと勘違いされて付き合うことになるが、男子中通いのため、女の子と普通に会話したりデートしたりすることがどういうことなのかよく分からずに悩んだりする。
さやの下の名前を呼びたくて、まつげが長く見えるテラトスキンクを相手に名前を呼ぶ練習をしていた。なお、それを見ていた母親がさやと初対面した際に「確かにテラトスキンクに似てるわね」と言ったため彼女に嫌われたと思い込むが、図鑑でテラトスキンクを調べたさやに「ちょうかわいいね！ あれに似てるなんてすごく嬉しい！」と喜ばれる。自分が本当は爬虫類が苦手だと知られたらさやに嫌われると思っていたが、爬虫類が苦手だと知られても変わらず想いを寄せる彼女を大好きだと思う反面、なぜ何のとりえもない自分が好かれるのか分からずに、思い悩むことがしばしばある。
虻川さや（あぶかわさや）
本作のヒロイン。戸成女子中に通う中学2年生。爬虫類・両生類が大好きな美少女。ヒョウモントカゲモドキの「銀ちゃん」を飼っている。ペットショップの手伝いをする環をカッコいいと思い込み、デートを申し込む。環が本当は爬虫類が苦手だと気付いても、苦手なのに頑張って世話をしているところが優しくて健気で大好きだと思っている。
見た目に気持ちの悪いイボガエルを素手でゲタ箱から取り去ったことから、女子中の友人たちから「男前」と呼ばれる。しかし、蝶などの虫は大の苦手。性格は明るくて素直だが、環のために作った弁当にホウレンソウのソースでトカゲの造形をこしらえたり、環の周りに女の子がいたらモテモテで大変なことになると真剣に思い込んだりするなど、天然なところもある。また、動物園でデートした際には、爬虫類が苦手な環を「かわいい子たちいーっぱいいるから！ それ見たら苦手も直るかも！」と強引に両生爬虫類館に連れて行く一方、「世界の蝶々」館へ誘う環に「何それ!? 絶っ対行かない!!」と言うなど、多少自分勝手な一面もある。
高屋敷学（たかやしきまなぶ）
環のクラスメイトで親友。メガネをかけており、一見、クールな秀才風だが、環いわく「メガネをかけているくせにアホな親友」。さやの姉・葵が男に振られて落ち込んでいるところを慰めたことがきっかけで親しくなる。しかし、イケメン好きで年下男子に興味のない彼女は、イケメンの兄・聡に惚れ込み、以降、彼女の告白に付き合わされたり、失恋を慰めたり、一緒にゲームをしたりするなど、めんどうがりながらマメに彼女の相手をしている。
庄司樹（しょうじいつき）
環のクラスメイトで親友。ボルダリング地区予選大会中学生部門で大会新記録で1位になるなど体力・身体能力に優れている。高屋敷いわく「身体能力だけは凄いけど、実は脳ミソも筋肉でできてます」。下の名前が出たのは第34話（3巻の後半）とかなり遅かった。
環の母
環の母親（下の名前は不明）。爬虫類・両生類専門のペットショップ「ペットの白根」の店主。メガネをかけている。環がまだ小さいときに夫を亡くし、女手ひとつで環を育ててきた。顔はさやが初対面時に「わー、そっくり」と独白するぐらい環に似ているが、性格は割とおおらか。美少女のさやが環の誕生日に何をあげるか真剣に思案するのを見て「何とも不思議な光景だわ」と思うとともに、「あの子ったら、一生分の運を使い果たしてるんじゃあ…」とつぶやいている。
虻川葵（あぶかわあおい）
さやの姉。戸成女子高に通う高校2年生。爬虫類好きで、リクガメの「虎さん」を飼っている。「美しいつや髪！ 白い肌！ 涼しげな目に清楚な口元！」（高屋敷・談）と見た目は美人だが、感情に任せて思ったことをすぐ口走ったり、怒りの表情をあらわにしたりするなど、中身はやや残念なお姉さん。自分で自分のことを「見た目はキレイなのにミルクのような毒を出すジュウジメドクアマガエルのようね」と例えている。高屋敷との初対面時に環のことを「豆みたいな子」と口走っている。
イケメン好きで、イケメン相手に何度も告白して17戦して17連敗、中学から合わせると24連敗している。さらに高屋敷の兄・聡にも相手にされず連敗記録を更新中。高屋敷に慰められたり、ゲームの相手をさせたりと、めんどうをかけさせている。
虻川みどり（あぶかわみどり）
さやの妹。小学6年生。爬虫類好きで、イグアナの「Qちゃん」を飼っている。環のことを「環兄ちゃん」と呼んで懐いている。好みの男の子のタイプを「結婚して新居に引っ越す時、軽々とお姫様だっこしてくれる男の子がいい！」とさやに言っていた。
さやの母
さやの母親（下の名前は不明）。爬虫類好きで、ボールパイソンの「紅子」を飼っている。環から初対面時に「すごいキレイなお母さんだ」と独白されているぐらい、初登場時は若々しい美人に描かれているが、後半では口元のしわが強調されるとともに太り気味に描かれ、おばさんっぽくなっている。環とのデートに出かけるさやが、父親から「帰りは何時になるんだい？」「スカート短すぎるんじゃないか？」などと絡まれているところを、「さや、放っといて行きなさい」と言うなど、父親の娘に対する過剰な干渉には少し呆れている。
さやの父
さやの父親（下の名前は不明）。メガネをかけている。環と同様、爬虫類が大の苦手で、家族全員が爬虫類を飼っているため、本人いわく「針のムシロ」状態である。しかし、家族には爬虫類が苦手なことを悟られないようにしており、家族やそれぞれのペットたちにも気づかれないよう全力で「好き」のオーラを発している。環については、さやを取られたくない気持ちが強く過剰にプレッシャーをかける一方、礼儀正しく優しい少年だということを知っていることから、節度ある付き合いを条件にさやとの交際を認めている。また、爬虫類が苦手同士で共感し合っており、「あいつらと付き合うのは死ぬほどしんどいから覚悟しろ」とアドバイスを送っている。

## 書誌情報
- 月子 『つるつるとザラザラの間』 講談社〈アフタヌーンKC〉、全4巻

1. 2013年7月23日発売、ISBN 978-4-06-387905-6
2. 2014年3月7日発売、ISBN 978-4-06-387962-9
3. 2014年10月7日発売、ISBN 978-4-06-387997-1
4. 2015年9月7日発売、ISBN 978-4-06-388079-3